# Nathan Rennie
Nathan Rennie (ur. 13 maja 1981 w Penrith) – australijski kolarz górski, brązowy medalista mistrzostw świata, a także zdobywca Pucharu Świata.

## Kariera
Pierwszy sukces w karierze Nathan Rennie osiągnął w 2003 roku, kiedy zwyciężył w klasyfikacji generalnej Pucharu Świata w kolarstwie górskim w downhillu. W klasyfikacji końcowej PŚ zajmował ponadto trzecią pozycję w sezonach 2004 i 2005. W pierwszym przypadku wyprzedzili go jedynie Brytyjczyk Steve Peat oraz inny Australijczyk – Sam Hill, a w drugim Greg Minnaar z RPA i Samuel Hill. W 2006 roku wystąpił na mistrzostwach świata w Rotorua, gdzie zajął trzecie miejsce za Hillem i Minnaarem. Nigdy nie wystartował na igrzyskach olimpijskich.